# Pyongsong
Pyongsong (en coreà: 평성시) es una ciutat de Corea del Nord, es la capital de la província de Pyongan del Sud a l'oest de Corea del Nord. La ciutat es troba a uns 32 quilòmetres al nord-oest de la capital del país Pyongyang, i va ser establerta formalment en el mes de desembre de l'any 1969.
La ciutat, té una població de 284.386 habitants. Pyongsong és actualment un dels centres científics i acadèmics més avançats de Corea del Nord: el centre de recerca atòmica del departament de física nuclear de la Universitat de Pyongsong, va ser creat en l'any 1982.